# Natación en aguas abiertas en los Juegos Suramericanos de Playa de 2014
La natación en aguas abiertas en los Juegos Suramericanos de Playa de La Guaira 2014 estuvo compuesto con tres torneos, masculino, femenino y mixto.

## Medallero
| Núm.  | País      | Oro | Plata | Bronce | Total |
| ----- | --------- | --- | ----- | ------ | ----- |
| 1     | Ecuador   | 4   | 1     | 0      | 5     |
| 2     | Brasil    | 1   | 2     | 2      | 5     |
| 3     | Argentina | 0   | 2     | 2      | 4     |
| 4     | Venezuela | 0   | 0     | 1      | 1     |
| Total | Total     | 5   | 5     | 5      | 15    |

## Resultados

### Eventos masculinos
| Evento | Oro                          | Plata                       | Bronce                        |
| ------ | ---------------------------- | --------------------------- | ----------------------------- |
| 5 km   | Esteban Enderica 56:32.55    | Allan D. Lopes M. 56:38.71  | Guillermo Bertola 56:39.21    |
| 10 km  | Allan D. Lopes M. 2:08:04.21 | Esteban Enderica 2:08:05.08 | Diego Armando Vera 2:08:05.65 |

### Evento femenino
| Evento | Oro                         | Plata                       | Bronce                    |
| ------ | --------------------------- | --------------------------- | ------------------------- |
| 5 km   | Samantha Arévalo 1:01:48.52 | Betina Martins 1:02:10.27   | Julia Arino 1:02:18.71    |
| 10 km  | Samantha Arévalo 2:20:17.09 | Cecilia Biagioli 2:20:51.65 | Betina Martins 2:21:00.25 |

### Evento mixto
| Evento | Oro                                                          | Plata                                                    | Bronce                                           |
| ------ | ------------------------------------------------------------ | -------------------------------------------------------- | ------------------------------------------------ |
| 3 km   | Esteban Enderica Santiago Enderica Samantha Arévalo 37:23.46 | Guillermo Bertola Cecilia Biagoli Marta Cerruzo 38:28.24 | Alla Lopes Diogo Andrade Betina Martins 38:30.40 |